# Rosmeer (België)
Rosmeer is een dorp en deelgemeente in het zuiden (Haspengouw) van de Belgische provincie Limburg (arrondissement Tongeren). Rosmeer was een zelfstandige gemeente tot aan de gemeentelijke herindeling van 1971, waarna het korte tijd deel uitmaakte van de gemeente Mopertingen. Van 1977 tot 2025 was het een deelgemeente van Bilzen en nadien ging Rosmeer op in de stad Bilzen-Hoeselt.
De bandkeramische nederzetting van Rosmeer-Staberg is een van de vroegste vindplaatsen van het Neolithicum in België en is als zodanig opgenomen in de Canon van Vlaanderen.

## Ligging, natuur en landschap
Rosmeer is een klein dorp, gelegen op de grens van Vochtig- en Droog-Haspengouw op een hoogte van 87 tot 128 meter. Het hoogste punt is de Bosberg, waar zich ook de watertoren bevindt. Hier ontspringt, op het gemeentelijk natuurgebied Het Broek, de Wijerkensbeek (ook: Wijerkenszouw), welke in oostelijke richting via Hees naar het Albertkanaal stroomt.
Nabijgelegen kernen zijn Kleine-Spouwen, Martenslinde, Waltwilder, Mopertingen, Hees en Vlijtingen.

## Etymologie
Rosmeer werd in 1148 voor het eerst vermeld als Rosmere. Dit zou een samenstelling zijn van het Germaanse rausa (riet) en mari (plas). Ook de Keltische godheid Rosmerta wordt wel als naamgeefster genoemd. Beweerd wordt dat de zeer oude devotie voor de Heilige Bertilia een voortzetting is van de devotie tot Rosmerta.

## Geschiedenis
Rosmeer is een belangrijke vindplaats van de bandkeramische cultuur. Van 1952-1966 werden bandkeramische nederzettingen opgegraven op Vlijtingenbeg, Staberg en Op de Bos. Het betrof plattegronden van dertien grote woonboerderijen en andere gebouwen, vuurstenen gereedschappen, aardewerk en een grafveld, dat onder meer een rijk vrouwengraf en het graf van een zwaar bewapend man omvatte. Daarnaast werden sporen uit de ijzertijd gevonden, en ook de fundamenten en de kelder van een Romeinse villa. Voorts werd een reeds afgegraven tumulus gelokaliseerd.

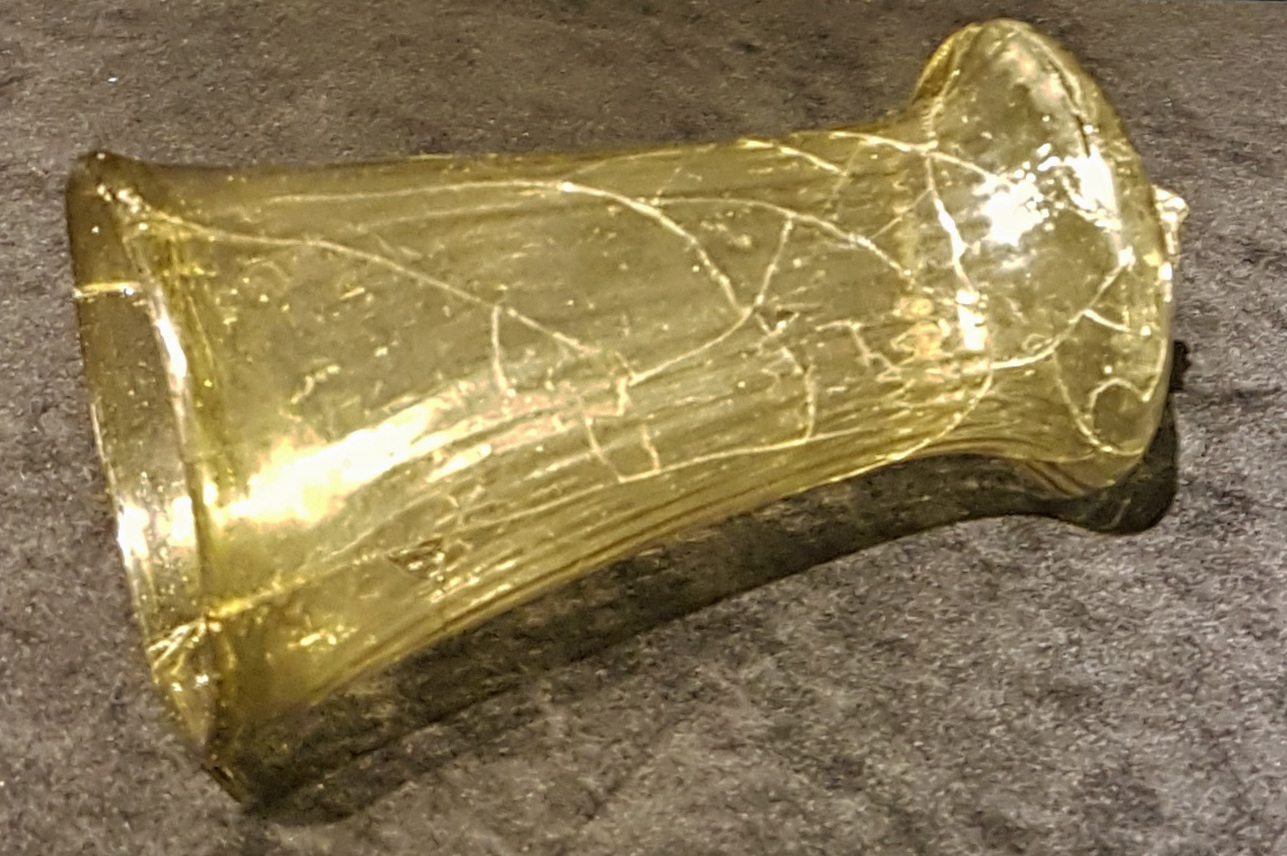
Glas uit merovingisch graf, 6e eeuw (Gallo-Romeins Museum, Tongeren)

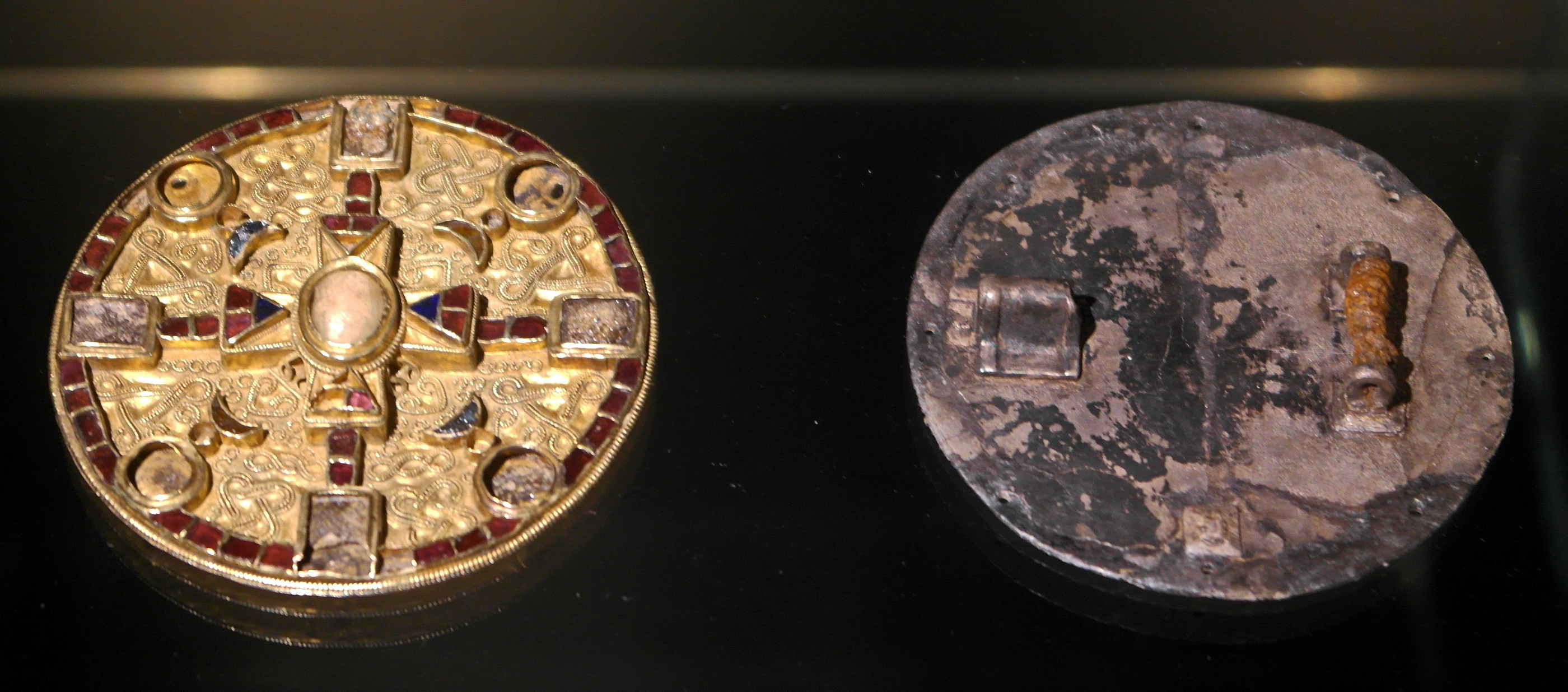
Fibula van Rosmeer, 1e helft 7e eeuw (Gallo-Romeins Museum, Tongeren)

In de omgeving van de Diepestraat werd in 1969 een Merovingisch grafveld uit de 7e eeuw blootgelegd, waarin wapens en sieraden werden aangetroffen. Eén vrouwengraf (graf nr. 90) bleek, ondanks het feit dat het geplunderd was, bijzonder rijk met onder andere een gouden schijffibula met filigraan- en inlegwerk, een gouden munt uit 610-620 na Chr. en een glazen beker. De schijffibula van Rosmeer is versierd met een Grieks kruis, waardoor de broche als het vroegste christelijke sieraad in Haspengouw kan worden beschouwd.
Rosmeer was een Loons leen, dat in 1366 overging naar het Prinsbisdom Luik. Pas eind 18e eeuw werd de heerlijkheid uitgegeven, en wel aan de familie Grady de Croenendael (1771/1783). Grote delen van Rosmeer waren in handen van het Sint-Servaaskapittel en het Onze-Lieve-Vrouwekapittel, beide te Maastricht, en de Abdij van Hocht. De scholaster van de kapittelschool van Sint-Servaas kreeg zijn inkomsten via een laathof in Rosmeer.
De Sint-Pietersparochie van Rosmeer is een oude parochie, die waarschijnlijk gesticht is door de graven van Loon. Het patronaatsrecht was in handen van het Maastrichtse Onze-Lieve-Vrouwekapittel en het tiendrecht werd gedeeld door het Sint-Jacobskapittel te Luik en de familie Van Gellick. Vanaf 1140 kwam ook dit recht in handen van het Onze-Lieve-Vrouwekapittel.
Er is al een vermelding van bedevaart naar de Sint-Bertiliabron in Rosmeer in 1638, bedevaarten die tot begin 20ste eeuw duizenden bedevaarders aantrok.
In 1408 werd het pro-bisschoppelijke Maastricht belegerd door Luikse en Loonse tegenstanders van prins-bisschop Jan van Beieren. Bij de Slag bij Othée in hetzelfde jaar werd de rebellie neergeslagen, waarbij 15 à 25.000 rebellen het leven lieten. Van 1648 tot 1654 waren het de Lotharingers die de streek onveilig maakten. In 1673 werd Maastricht belegerd door de troepen van Lodewijk XIV van Frankrijk, waarbij ook Rosmeer geplunderd werd. Ook de Slag bij Lafelt in 1747 leidde tot plunderingen door Franse troepen.

## Demografische ontwikkeling
- Bronnen:NIS, Opm:1831 tot en met 1961=volkstellingen

## Bezienswaardigheden
- De Sint-Pieterskerk.
- De pastorie, aan Rosmeerstraat 21.
- De Sint-Bertiliabron.
- De watertoren uit 1986.
- De Monnikenhoeve, met overblijfselen van een 18e-eeuwse boerderij.

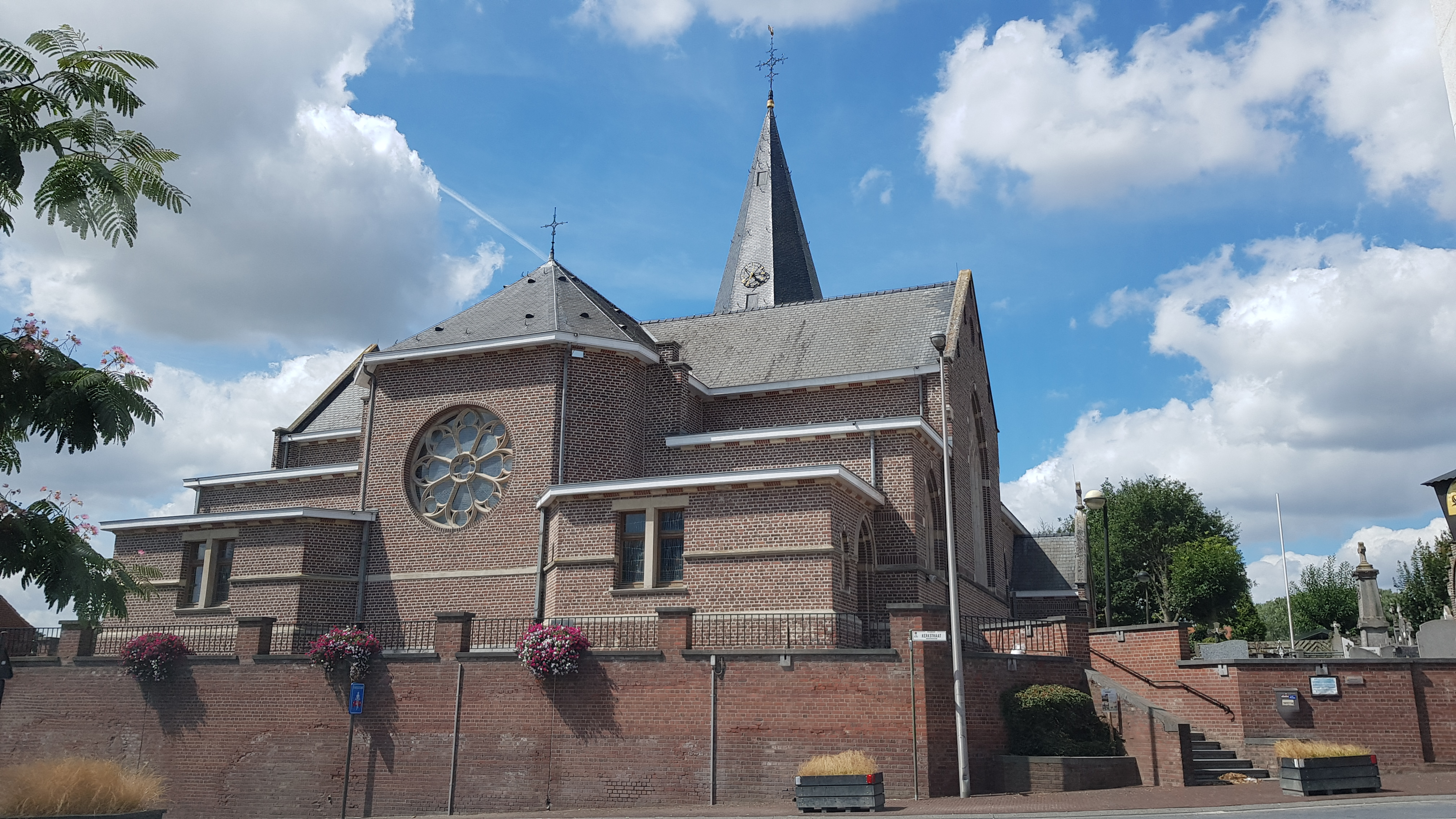
Sint-Pieterskerk
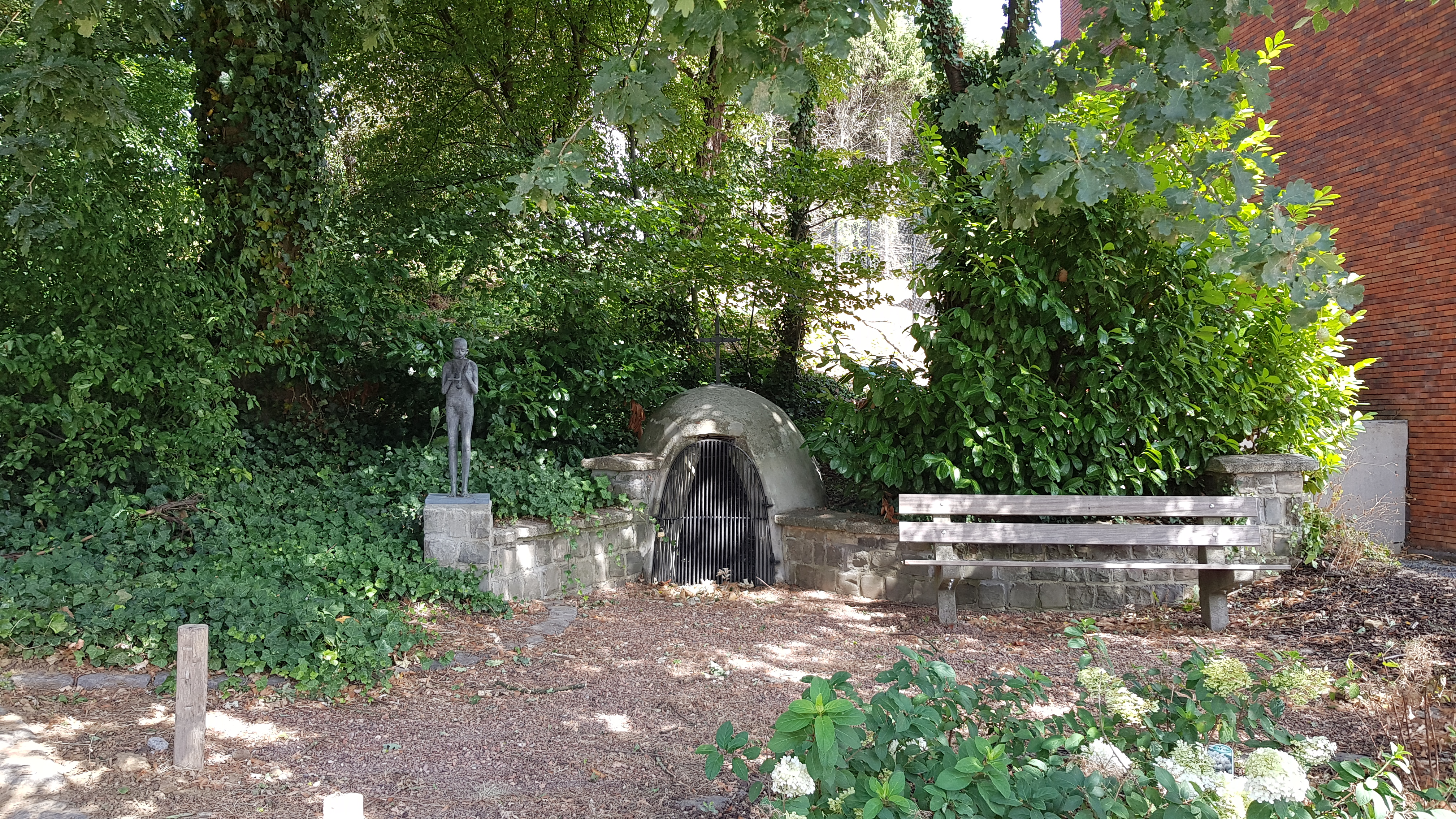
Sint-Bertiliabron
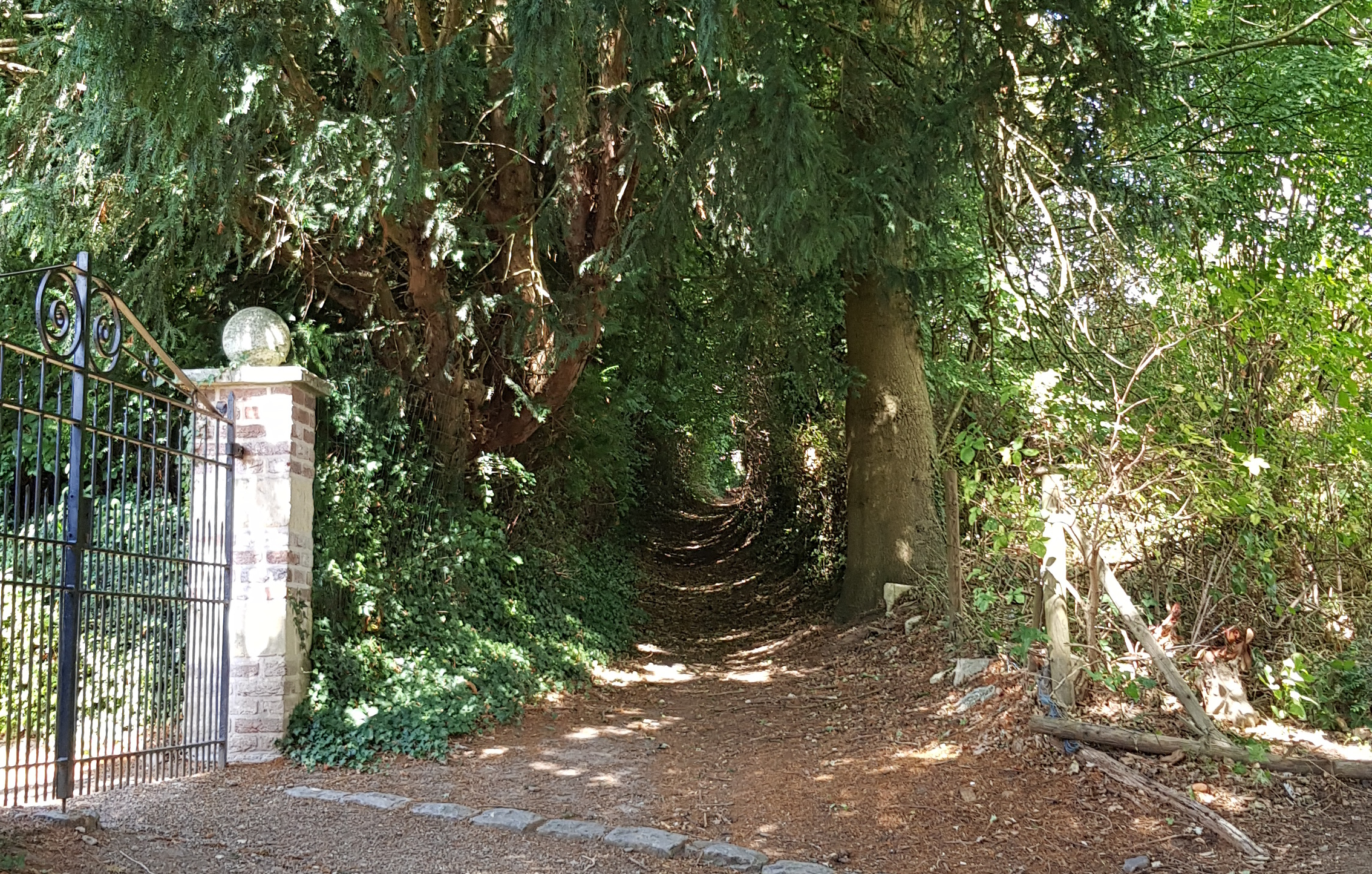
Pastoorsteeg